# Bactrocera elegantula
Bactrocera elegantula är en tvåvingeart som först beskrevs av Hardy 1974.  Bactrocera elegantula ingår i släktet Bactrocera och familjen borrflugor. Inga underarter finns listade.